# Fernando Jara
Fernando Jara (Valparaíso, 9 de agosto de 1930-Vitacura, 16 de noviembre de 2023)fue un futbolista chileno que jugó en la posición de centrocampista.

## Carrera

### Club
Jugó toda su carrera con el CD Universidad Católica de 1950 a 1961, con el que fue campeón nacional en dos ocasiones.

### Selección nacional
Jugó para Chile en una ocasión en los Juegos Olímpicos de Helsinki 1952.

## Palmarés

### Torneos nacionales de reservas
| Título             | Equipo               | País  | Año  |
| ------------------ | -------------------- | ----- | ---- |
| Torneo de Reservas | Universidad Católica | Chile | 1951 |

### Torneos nacionales oficiales
| Título           | Equipo               | País  | Año  |
| ---------------- | -------------------- | ----- | ---- |
| Primera División | Universidad Católica | Chile | 1954 |
| Segunda División | Universidad Católica | Chile | 1956 |
| Primera División | Universidad Católica | Chile | 1961 |